# Leonotis leonurus
Leonotis leonurus es una especie de la familia de las lamiáceas.

## Descripción
Esta planta perenne, arbustiva semiperennifolia de Sudáfrica es popular en todos los países con clima templado más cálido o subtropical. Es una planta llamativa que alcanza 1,8 m de alto, con tallos rectos que dan verticilos de flores tubulares peludas de un naranja leonado a finales de verano y en otoño. Las hojas son lanceoladas y aromáticas. Es bastante resistente a las condiciones de sequía y se da bien en situaciones costeras.

## Propiedades

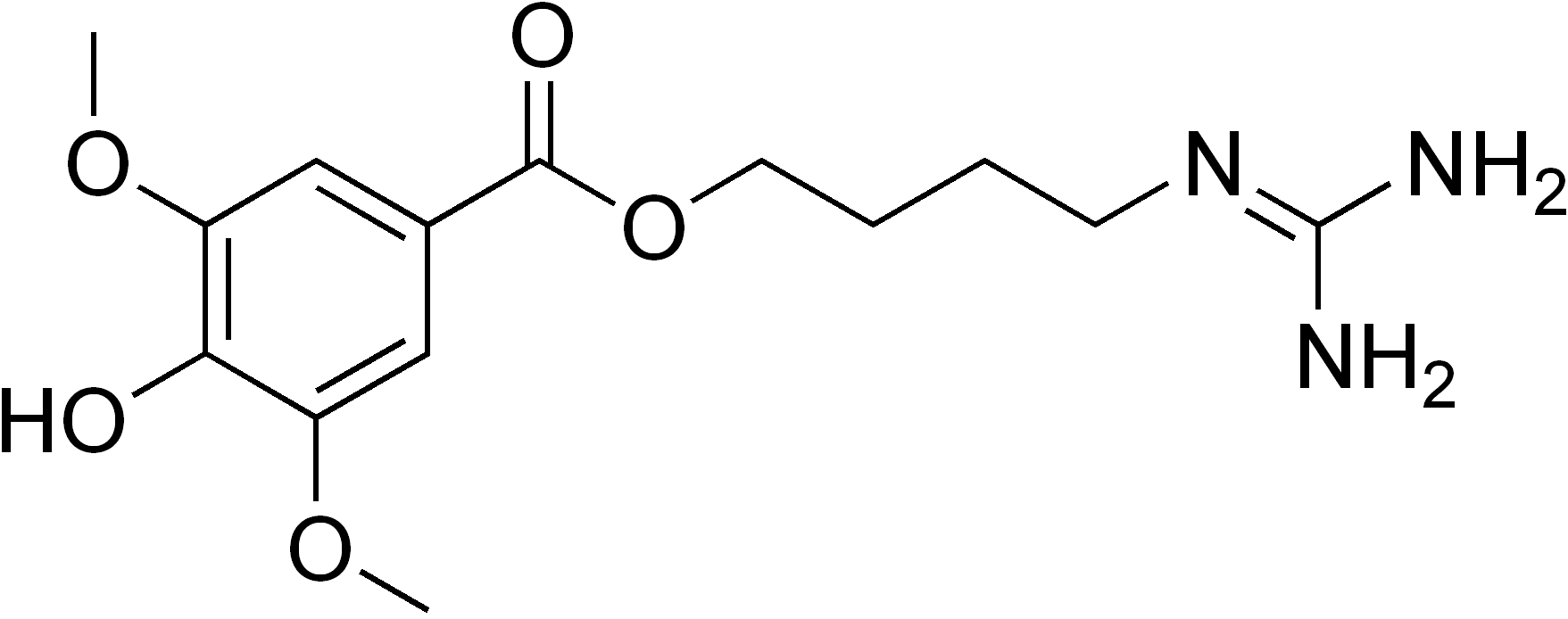
Leonurina

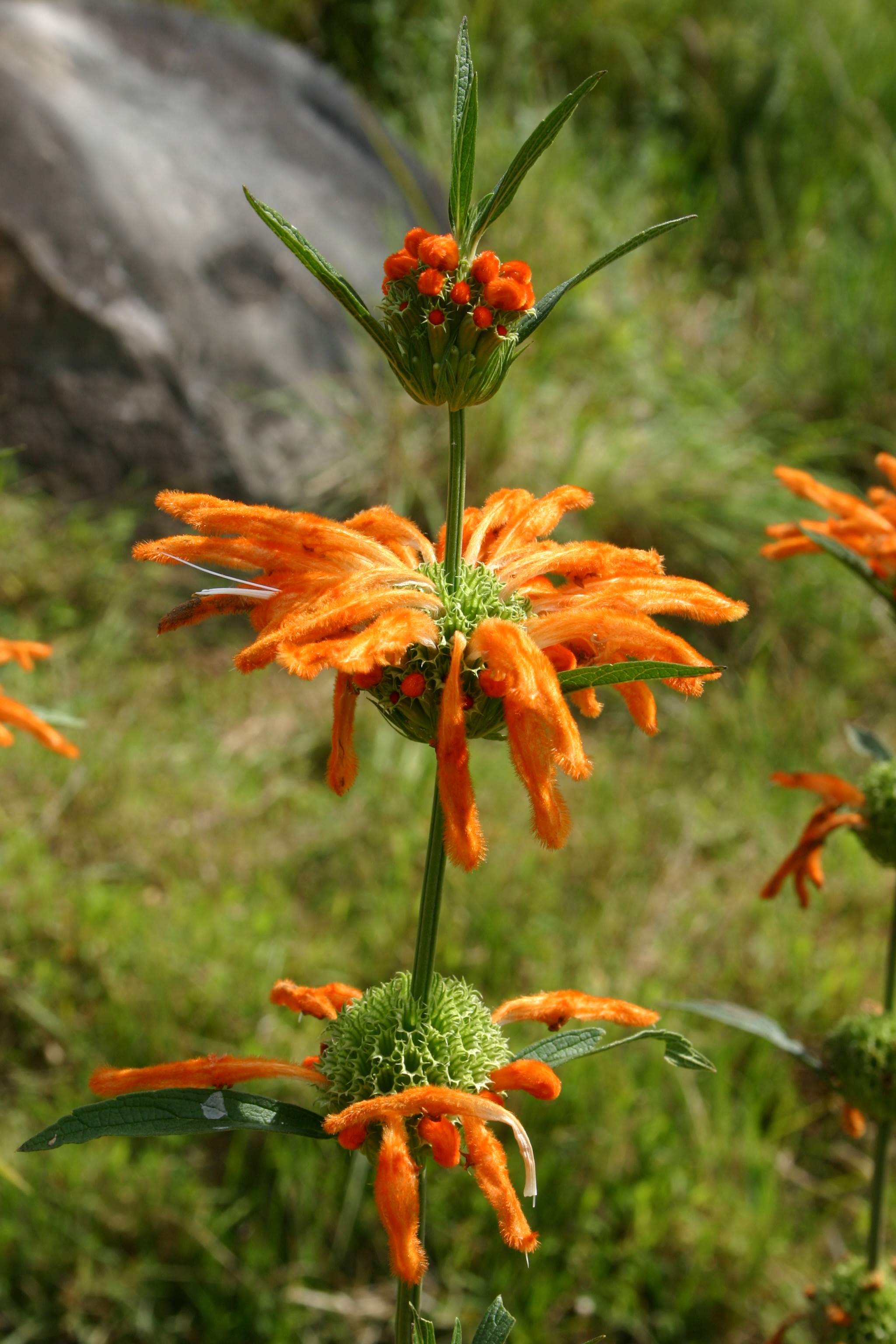
Inflorescencia

También conocida como cola de león. Sus hojas eran bebidas en infusiones en África, para obtener un efecto relajante. Crece sobre todo en el Sur y Este de África. La cola de león es una de las hierbas legales conocidas que más eficientemente resuelven los problemas de estrés e insomnio sin efectos secundarios apreciables. Su alcaloide principal es la leonurina.
En la medicina tradicional africana, la leonotis ha sido usada mucho en bastante tratamientos diferentes. También es usada en caso de mordida de cobra y como amuleto para mantener las cobras a distancia.

### Cultivo
Es ampliamente cultivada como planta ornamental debido a sus hermosas y extrañas flores de color naranja. Si bien su cultivo no resulta muy dificultoso, requiere algunos cuidados. Se la puede cultivar directamente en la tierra o en macetas, es muy importante que el suelo esté bien drenado (2 partes de tierra y 1 de arena funciona bien) y que le dé abundante luz solar (recuerden que es una planta del desierto sudafricano). Necesita poco riego, regar sólo cuando la tierra se ha secado por completo.

## Taxonomía
Leonotis leonurus fue descrita por L. R.Br. y publicado en Hortus Kewensis; or, a Catalogue of the Plants Cultivated in the Royal Botanic Garden at Kew. London (2nd ed.) 3: 410. 1811.
Sinonimia
- Phlomis leonurus L., Sp. Pl.: 587 (1753).
- Hemisodon leonurus (L.) Raf., Fl. Tellur. 3: 88 (1837).
- Leonurus africanus Mill., Gard. Dict. ed. 8: 1 (1768).
- Leonurus superbus Medik., Bot. Beob. 1783: 127 (1784).
- Leonurus grandiflorus Moench, Methodus: 400 (1794).
- Phlomis speciosa Salisb., Prodr. Stirp. Chap. Allerton: 84 (1796).
- Leonotis leonurus var. albiflora Benth. in E.H.F.Meyer,[4] Comm. Pl. Afr. Austr.: 243 (1838).